# Saba (fiume)
Il Saba (in russo Саба?) è un fiume situato nel nord-ovest della Russia. Scorre nei rajon Volosovskij e Lužskij dell'oblast' di Leningrado. Il fiume, che ha origine dal lago Krasnogorskoe, ha una lunghezza di 90 km ed un bacino è di 1 320 km². È un affluente del fiume Luga.

## Storia

### Idronimo
Il nome del fiume Saba deriva dalla parola finlandese "Savajoki", che significa "fiume della cenere". Il nome si riferisce al colore del letto del fiume, che sembra grigio come la cenere. Il fiume Saba è stato menzionato per la prima volta in documenti storici nel XVIII secolo, quando la zona faceva parte del Granducato di Finlandia, che era una provincia dell'Impero russo.

### Evoluzione

#### Età medievale
Durante l'età medievale, la zona del fiume Saba faceva parte del Principato di Novgorod, un importante centro commerciale nel nord della Russia. Il fiume Saba era utilizzato per il trasporto di merci tra il nord e il sud della Russia.

#### Età moderna
Durante l'età moderna, la zona del fiume Saba fu coinvolta in molte battaglie durante la Grande Guerra del Nord tra la Russia e la Svezia. Nel corso del XIX secolo, il fiume Saba divenne parte del sistema di canali navigabili che collegava San Pietroburgo al Mar Baltico. Il fiume fu anche utilizzato per la produzione di energia idroelettrica, con la costruzione di centrali idroelettriche lungo le sue rive.
Oggi, il fiume Saba è una risorsa importante per la regione, sia dal punto di vista ambientale che economico. Il fiume è utilizzato per l'irrigazione delle colture agricole della regione e per la produzione di energia idroelettrica. Il fiume è anche una meta popolare per il turismo, con molte attività all'aperto e sport acquatici disponibili lungo le sue rive. Inoltre, la zona del fiume Saba è famosa per la sua bellezza naturale, con paesaggi pittoreschi e una ricca fauna selvatica, tra cui alci, cervi e orsi.

### Cartografia
La cartografia del fiume Saba risale al XVIII secolo, quando la zona faceva parte del Granducato di Finlandia, che era una provincia dell'Impero russo. La prima mappa del fiume Saba fu creata nel 1745 dal cartografo finlandese Fredrik Wilhelm Cedercreutz.
Nel XIX secolo, la cartografia del fiume Saba subì una grande evoluzione grazie all'avvento della tecnologia fotografica e alla cartografia digitale. Nel 1858, il cartografo russo Vladimir Gerhardt creò una mappa del fiume Saba utilizzando la tecnologia fotografica. Questa mappa era altamente dettagliata e forniva informazioni sulle caratteristiche del fiume, come ad esempio la profondità, la larghezza e la velocità della corrente.
Nel XX secolo, la cartografia del fiume Saba continuò a evolversi grazie all'utilizzo di tecnologie avanzate come i sistemi informativi geografici (GIS) e la tecnologia satellitare. Queste tecnologie permisero di creare mappe sempre più precise e dettagliate del fiume Saba e della sua zona circostante.
La cartografia del fiume Saba è utilizzata per diversi scopi, tra cui la navigazione, la gestione delle risorse idriche, la pianificazione urbana e la gestione delle emergenze. Le mappe del fiume Saba aiutano i navigatori a conoscere la profondità e la larghezza del fiume e a evitare eventuali ostacoli. Le mappe del fiume Saba sono anche utilizzate per la gestione delle risorse idriche, per aiutare a prevenire inondazioni e garantire un uso sostenibile delle risorse idriche della zona.
Inoltre, le mappe del fiume Saba sono utilizzate per la pianificazione urbana, per aiutare a sviluppare progetti di costruzione e di infrastrutture che tengano conto della posizione del fiume. Le mappe del fiume Saba sono anche utilizzate per la gestione delle emergenze, per aiutare a prevenire e gestire le situazioni di crisi che possono verificarsi a causa di inondazioni o altri eventi naturali.
La cartografia del fiume Saba è una scienza fondamentale per la gestione delle risorse idriche, la pianificazione urbana e la gestione delle emergenze nella zona circostante al fiume. Grazie alla sua evoluzione tecnologica, le mappe del fiume Saba sono sempre più precise e dettagliate, permettendo di prendere decisioni importanti per la gestione delle risorse naturali e la sicurezza della popolazione.

## Principali insediamenti bagnati
- Zamost'e
- Medvež'e